# Osaka Monorail
Osaka Monorail (jap. 大阪モノレール Ōsaka Monorēru; pełna oficjalna nazwa 大阪高速鉄道 Ōsaka Kōsoku Tetsudō (pol. „Szybka Kolej Osaki”) – kolej jednoszynowa typu siodłowego, funkcjonująca w północno-wschodniej części aglomeracji Osaki, na fragmencie obwodnicy autostradowej.

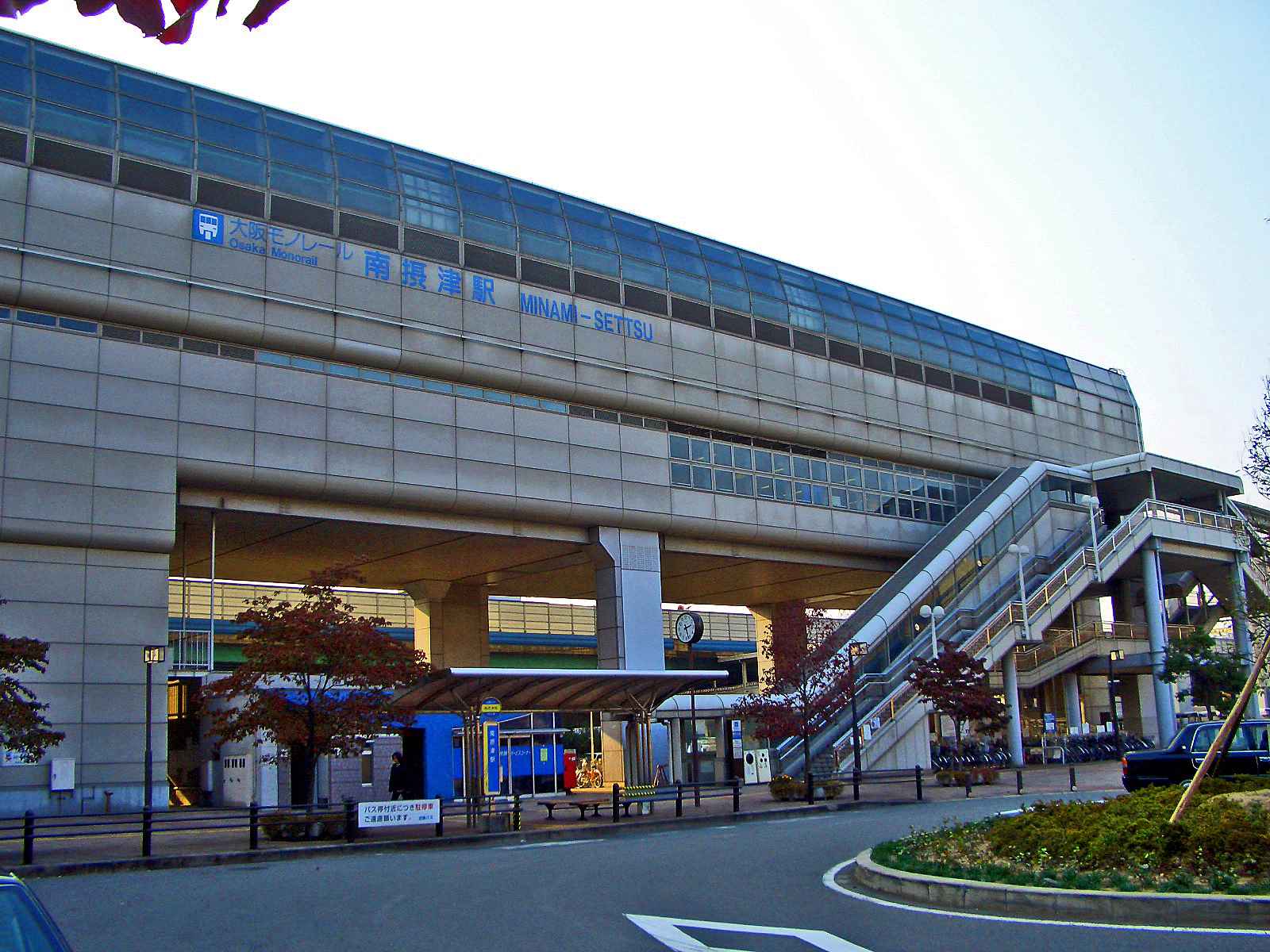
Settsu. Stacja Minami-Settsu

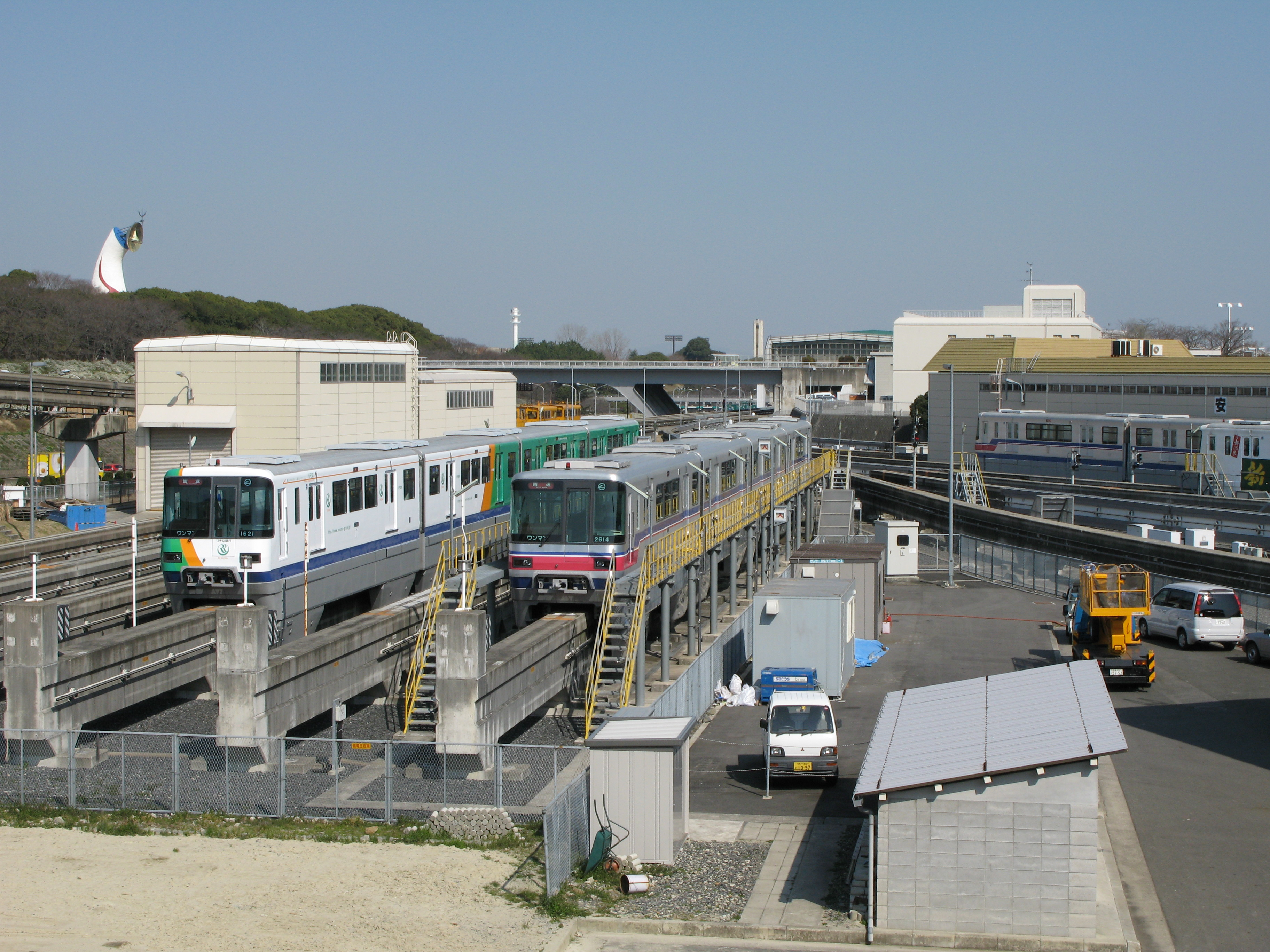
Suita. Zajezdnia kolei

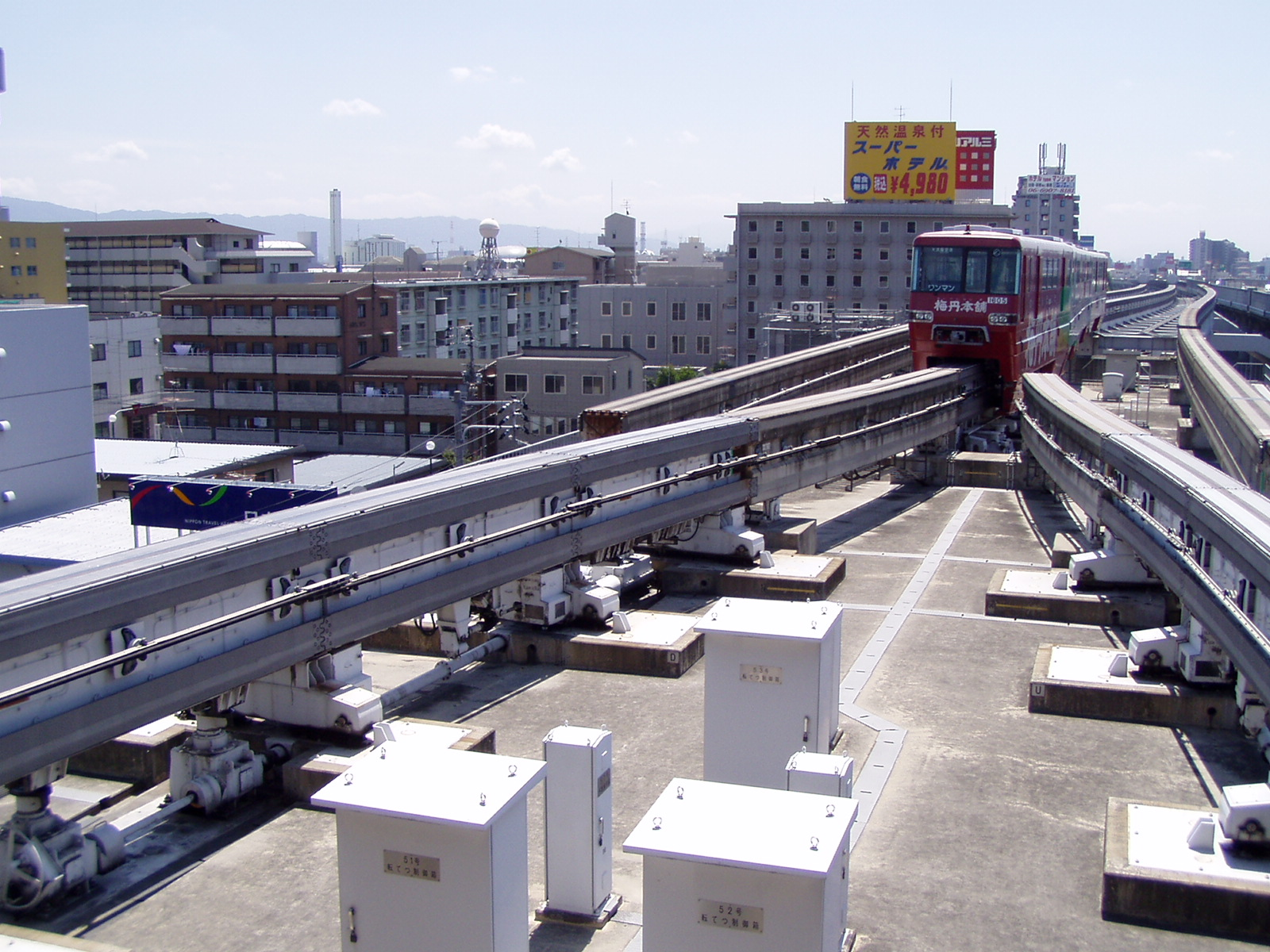
Kadoma. Rozjazdy na stacji Kadoma-shi

Osaka Monorail jest koleją „trzeciego sektora”, której udziałowcami są m.in. prefektura Osaka, gminy, które kolej obsługuje, banki, koleje prywatne regionu Kansai, producenci taboru kolejowego.

## Sieć
Sieć składa się z dwóch powiązanych ze sobą dwutorowych linii (w układzie „T”) o łącznej długości 27,0 km (2007). 
- 本線 Hon-sen – linia obwodowa długości 21,2 km łącząca miasta Kadoma, Settsu, południowe Ibaraki, Nowe Miasto Senri, północną Toyonakę i port lotniczy Osaka-Itami. Linia spina wiele tras kolei miejskich i aglomeracyjnych wychodzących z Osaki: Keihan-honsen (na stacji 門真市 Kadoma-shi), Tanimachi-sen metra osakijskiego (stacja 大日 Dainichi), Hankyū-Kyōto-sen (stacja 南茨木 Minami-Ibaraki), Hankyū-Senri-sen (na stacji 山田 Yamada), Kita-Ōsaka Kyūkō Dentetsu – właściwie linię metra Midōsuji (stacja 千里中央 Senri-Chūō) oraz Hankyū-Takarazuka-sen (stacja 蛍池 Hotarugaike). Linia jest prowadzona w korytarzu drogi ekspresowej 近畿自動車道 Kinki Jidōsha-dō. Zajezdnia znajduje się koło stacji węzłowej 万博記念公園 Banpaku-Kinen-Kōen (przy terenach powystawowych EXPO '70).
- 彩都線 Saito-sen – linia długości 6,8 km, łącząca "Nowe Miasto Saito" (znajdujące się w budowie) z węzłem Banpaku-Kinen-Kōen.

Stacje wyposażone są w małe hale peronowe. Na krawędziach peronów zamontowane są niskie ścianki bezpieczeństwa, przerwane na wysokości drzwi wagonów. Perony dostępne są z westybulu umieszczonego na poziomie niższym.
W 2005 r. kolej przewoziła dziennie 87 tys. osób.

## Kwestie techniczne
Pociągi złożone są z czterech wagonów, każdy pociąg ma 494 miejsca. Wagony mają szerokość 2,9 m i długość 14,8 m. Linia jest w stanie przewieźć w każdym kierunku 3952 osoby na godz.
Pudła wagonów opierają się na dwuosiowych wózkach, mających koła główne ogumione, wypełnione azotem. Koła te poruszają się po górnej powierzchni szyny. Każdy wózek ma ponadto dwie pary kół sterujących, poruszających się po górnej części powierzchni bocznej szyny oraz parę kół stabilizujących, poruszających się po dolnej części powierzchni bocznej szyny (każdy wózek ma zatem siedem kół). W płytkich bruzdach po bokach szyny umieszczone są sztywne przewodniki prądu (doprowadzający i powrotny), po których ślizgają się odbieraki przymocowane do konstrukcji wózków. Pociągi zasilane są prądem =1500 V.
Maksymalne nachylenie trasy - 6%. Szyna jest zazwyczaj trójprzęsłową belką ciągłą, zbudowaną z kablobetonu. Rozjazdy zbudowane są z łamanych odcinków szyny, przesuwających się na wózkach.

## Eksploatacja
Pociągi linii głównej kursują co 10 minut (w szczycie porannym co 7–8 minut). Na linii Saito – co 20 min. w ciągu dnia, poza tym co 10 minut. W szczycie pociągi kursują między Senri-chūō i 彩都西 Saito-nishi, przez resztę dnia - tylko wahadłowo bez wjeżdżania na linię główną.
Pociągi eksploatowane są w trybie ATC, obsada pociągu składa się tylko z maszynisty. Prędkość maksymalna pociągu wynosi 75 km/h, średnia (tzw. komunikacyjna) – 35 km/h.
Ceny biletów zależą od odległości i wynoszą od 200円 do 540円.

## Rys historyczny
Linię główną zbudowano w odpowiedzi na rosnącą liczbę podróży między peryferiami aglomeracji Osaki. W 1990 r. uruchomiono odcinek Senri-chūō - Minami-Ibaraki, w 1994 odcinek Senri-chūō - 柴原 Shibahara, a w 1997 ukończono pozostałą część linii. Pierwszy odcinek linii Saito (Banpaku-Kinen-Kōen - 阪大病院前 Handai-Byōin-mae) otwarto w 1998. Ich budowa kosztowała średnio 5,44 mld jenów na kilometr. Przedłużenie linii Saito do Saito-nishi otwarto w 2007 r., a dalszy odcinek znajduje się w budowie.
Kolej Osaka Monorail jest jedną z siedemnastu kolei jednoszynowych, które kiedykolwiek funkcjonowały w Japonii. Była chronologicznie czwartą wśród kolei mających znaczenie w transporcie miejskim, a jednocześnie jest jedną z siedmiu jednoszynowych SKM aktualnie eksploatowanych w tym kraju.